# Elitarisme
Elitarisme is de opvatting dat een elite binnen een groep de meeste inspraak moet hebben in die zaken waarin zij het meest serieus wordt genomen en dat alleen deze elite geschikt is om te regeren. Het elitarisme maakt dus binnen een groep onderscheid tussen diegenen die een speciale positie van autoriteit of privilege bekleden, en diegenen (altijd de meerderheid) die niet de eigenschappen of bekwaamheden hebben van die elite. Leden van een erfelijke elite worden ook wel aristocraten genoemd.
De termen anti-elitarisme en populisme worden gebruikt om het tegenovergestelde van elitarisme aan te duiden. De elitetheorie zou moeten verklaren waarom sleutelposities worden ingenomen door een machtselite.
Eigenschappen die een bepaalde elite kan kenmerken zijn bijvoorbeeld:
- Hoge mate van politieke invloed
- Lidmaatschap binnen machtige klieken, de incrowd
- Hoge mate van academische kwalificatie
- Hoge mate van intelligentie
- Hoge mate van beroepsmatige ervaring
- Hoge mate van atletische capaciteiten
- Hoge mate van creativiteit
- Het houden van bepaalde esthetische waardeoordelen

Vaak wordt het vergaren van persoonlijke rijkdom gezien als de beloning voor het hebben van elitaire eigenschappen, alhoewel dit niet bepalend kan zijn of iemand tot een bepaalde elite kan worden gerekend.
Verder wordt de term elitarisme ook gebruikt in die situaties waarin een zelfbenoemde elite conspireert om zich extra voorrechten toe te dienen. Deze vorm van elitarisme kan worden gezien als discriminatie.